# IC 1609
IC 1609 — галактика типу S0 (спіральна галактика) у сузір'ї Фенікс.
Цей об'єкт міститься в оригінальній редакції індексного каталогу.